# MagiC
MagiC mit seinen Varianten ist ein multitasking-fähiges, TOS-kompatibles Betriebssystem sowohl für Atari-Computer und einige Atari-Klone als auch, in Form von VMs und Emulationen, für Apple-Macintosh-Computer und Windows-PCs.

## Eigenschaften
Der Kernel von MagiC ist großteils in 68000-Assembler geschrieben und bietet u. a.:
- weitgehende TOS-Kompatibilität
- präemptives Multitasking
- wesentlich höhere Geschwindigkeit als TOS
- eingeschränkte MiNT/MultiTOS-Kompatibilität
- diverse (nachladbare) Dateisysteme

## Nachteile
- Treiber und Dateisysteme von MiNT können nicht verwendet werden (wie auch umgekehrt MiNT keine MagiC-Treiber verwenden kann).
- Im Gegensatz zum ARAnyM-Emulator laufen MagiCMac bzw. MagiCPC nicht auf beliebigen Betriebssystemen, wie z. B. Linux.

## Geschichte und Varianten

### Atari
MagiC kam unter dem Namen Mag!X etwa 1992 in der Version 1.0 noch vor Ataris MiNT auf den Markt. Damals war es ein multitasking-fähiges TOS-kompatibles Betriebssystem, das ausschließlich auf dem Atari ST lief. Es stammt von Andreas Kromke, Mitautor von KAOS, sowie von Sven und Wilfried Behne.
Über die Zwischenversion 1.1 bot erst die Version 2.0 richtiges, d. h. präemptives Multitasking für GEM-Programme. MiNT war technisch auf Kernel-Ebene schon früher mit präemptivem Multitasking am Start, aber es gab noch kein passendes AES, um auch GEM-Programme parallel laufen zu lassen. Auch wurde der Atari TT nun von MagiC 2 unterstützt.
Die Version 3.0 brachte ein reentrantes GEMDOS mit parallelem DMA-Transfer (nutzbar in Verbindung mit dem Festplattentreiber HDDRIVER), eine 3D-Benutzeroberfläche auf Farbmonitoren, das Ikonifizieren von Fenstern und weitere MiNT-Funktionen und sollte eigentlich den Atari Falcon unterstützen, was aber nicht gelang; stattdessen wurden diverse andere Verbesserungen vorgenommen. Da alle anderen Atari-Geräte bereits technisch überholt und durch den Falcon abgelöst worden waren, konnten die Falcon-Besitzer MagiC nicht einmal einsetzen. Ab der Version 3.0 heißt das Programm nun MagiC statt Mag!X.
Die Version 4.0 bot endlich die lange versprochene Unterstützung für den Atari Falcon. 
Die im Jahr 1995 erschienene Version 5.0 bot nachladbare Dateisysteme mit asynchronen Dateizugriffen über DMA, ein VFAT-Dateisystem mit langen Dateinamen, Threads, Signale und wurde, mit Emulator-Unterbau, sowohl auf den Apple Macintosh als auch ein Jahr später auf den Windows-PC portiert. Ab dieser Zeit hatte, durch den Niedergang von Atari, die native, d. h. die Atari-Variante, keine große Bedeutung mehr.

### Atari, Mac und Windows-PC
Die Emulationen heißen MagiCPC bzw. MagiCMac und bestehen aus einem „nativen“ Emulatorteil, der beim klassischen Mac aufgrund des verwendeten 68k-Prozessors und des 68k-Emulators in PowerPC-Macs aber die CPU nicht zu emulieren braucht, und einem Atari-Teil in 68k-Code.
MagiCMac erlaubt es, „sauber“ geschriebene TOS-Programme, bzw. für Ataris geschriebene Programme, auf dem Wirtssystem auszuführen. Programme, die direkt auf die Hardware des Atari ST/TT/Falcon zugriffen, liefen nicht. Somit waren Musikprogramme wie Cubase, Notator SL und Audiotracker nicht lauffähig, ebenso viele Spiele nicht. Die von Thomas Tempelmann entwickelte Software ist somit kein echter Emulator, sondern schaltet lediglich die Software-Umgebung für Mac und Atari um.
Im Sommer 1996 erschien MagiCMac 2 mit unverändertem Atari-Kernel (Version 5), jedoch mit deutlich verbesserter Integration ins Mac OS. Außerdem wurden nun auch die farbigen Original-Auflösungen des Atari ST unterstützt.
Ebenfalls im Sommer 1996 und ebenfalls mit demselben Atari-Kernel erschien MagiCPC. Emuliert wurde der Atari, diesmal auch mit CPU-Emulation, unter Windows 95 und NT 4.
Programme wie Signum, Script, Calamus, Phoenix und QED (Texteditor), die keinen direkten Zugriff auf die Atari-Hardware benötigten, laufen auf den Emulatoren einwandfrei.

### Klone
Die Version 6.0 erschien 1998 und bot einen neuen Fenstermanager im 3D-Design, beliebige, auch proportionale Systemzeichensätze und „Shared Libraries“. Zudem wurde der Boot-Vorgang optisch aufgewertet. Die Version 6.1 mit Unterstützung von VFAT32-Partitionen und weitergehender MiNT-Kompatibilität (1999) wurde zusätzlich noch auf den Atari-Klone Hades (mit 68060 Prozessor) von Medusa Computer Systems, sowie auf den Milan 040/060 portiert. Zu dieser Zeit war der Atari-Markt aber bereits sehr klein, auch der für Klone.
Die letzte Version für Atari, nur noch mit internen Verbesserungen und Fehlerkorrekturen der Vorgängerversion, ist „6.2“, und dieser Kernel wurde auch weiterhin in den Emulationen eingesetzt. 

### Nur noch macOS
Da MagiCMac tief in das Betriebssystem des Macintosh eingriff, war das Programm unter Apples neuem Unix-Betriebssystem macOS nicht mehr lauffähig. 2001 erschien von MagiC die Variante MagiCMacX für alle Apple-Computer mit Mac OS X. Dieser neu geschriebene Emulator war aufgrund einer anderen 68k-CPU-Emulation wesentlich langsamer als sein Vorgänger MagiCMac, was zu heftigen Kritiken führte.
2004 erschien die nächste Aktualisierung – die Version 1.2 – für MagiCMacX.
Seit September 2009 ist für Version 1.2 ein kostenloser Aktualisierer (MagicMacX2Update) verfügbar. MagicMacX 2.0 benötigt mindestens Mac OS X 10.4 „Tiger“ und ist ein Universal Binary, d. h. läuft nativ – ohne Geschwindigkeitseinbußen – sowohl auf PowerPC- als auf Intel-Macs. Außerdem wurden die Dialogfenster überarbeitet und kleinere Fehler behoben.
AtariX ist ein Nachfolger von Andreas Kromke von MagiCMacX und läuft auf modernen macOS-Systemen. Es ist unter der GPL v3 veröffentlicht.

### Freigabe
2017 hat MagiC-Entwickler Andreas Kromke die Quelltexte von MagiC und MagiCDesk unter der GPL v3 freigegeben. Dazu zählt auch das in MagiC enthaltene MVDI von Sven und Wilfried Behne. 

## MagiCDesk
Alle Versionen von MagiC wurden mit einem grafischen Datei- und Programmmanager, der sogenannte Desktop, geliefert, der von der Stellung ähnlich dem Explorer beim Windows-PC entspricht, oder Finder bei mac OS. MagiCDesk bietet die üblichen Funktionen wie paralleles Kopieren/Verschieben/Löschen/Formatieren usw., beherrscht lange Dateinamen und Aliase (= symbolische Links), Verwaltung von Farbicons, kann jedoch im Funktionsumfang (allerdings auch beim Speicherbedarf) mit den alternativen Desktops jinnee und Thing nicht mithalten.